# Kefaloniá nemzetközi repülőtér
A Kefaloniá nemzetközi repülőtér (IATA: EFL, ICAO: LGKF) Görögország egyik nemzetközi repülőtere, amely Kefaloniá közelében található. Éves utasforgalma 761 647 fő (2018).

## Futópályák
A repülőtér futópályái:
- 14/32

## Forgalom
Az utasforgalom az elmúlt években az alábbi módon változott:
| Utasok száma | 356 889 | 355 968 | 378 527 | 430 362 | 492 502 | 538 199 | 761 647 | 774 170 | 303 338 | 817 216 |
|              | 2009    | 2010    | 2012    | 2013    | 2015    | 2016    | 2018    | 2019    | 2021    | 2022    |

## Légitársaságok és úticélok
2025-ben a Kefaloniá nemzetközi repülőtérről az alábbi járatok indulnak (Utoljára frissítve: 2025-02-9):
| Légitársaság        | Célállomások |
| ------------------- | --- |
| Aegean Airlines     | Athens |
| Air Serbia          | Szezonális charter: Belgrád |
| Animawings          | Szezonális: Bukarest |
| Austrian Airlines   | Szezonális: Bécs |
| Avanti Air          | Szezonális charter: Graz, Linz |
| British Airways     | Szezonális: London–Heathrow |
| Condor              | Szezonális: München |
| Discover Airlines   | Szezonális: Frankfurt (kezdődik 2025 május 26-tól), München |
| easyJet             | Szezonális: Bristol, Edinburgh, London–Gatwick, Manchester, Milánó-Malpensa, Naples, Nizza, Venice                                                                |
| ITA Airways         | Szezonális: Róma–Fiumicino |
| Jet2.com            | Szezonális: Birmingham, Bristol, East Midlands, Edinburgh (kezdődik 2026. május 3-tól), Glasgow, Leeds/Bradford, London–Stansted, Manchester, Newcastle upon Tyne |
| Norwegian           | Szezonális: Oslo |
| People's            | Szezonális: St. Gallen/Altenrhein |
| Ryanair             | Szezonális: Bergamo, London–Stansted, Pisa, Róma–Fiumicino, Bécs                                                                                                  |
| SkyAlps             | Szezonális: Bolzano (kezdődik 2025 június 7-től) Szezonális charter: Innsbruck                                                                                    |
| Sky Express         | Athens, Corfu, Preveza/Lefkada, Zakynthos |
| Smartwings          | Szezonális: Prága Szezonális charter: Budapest |
| Sundor              | Szezonális: Tel Aviv |
| Transavia           | Szezonális: Amszterdam, Párizs–Orly |
| TUI Airways         | Szezonális: Birmingham, Bournemouth, Bristol, Cardiff, East Midlands, London–Gatwick, London–Stansted, Manchester, Newcastle upon Tyne                            |
| TUI fly Netherlands | Szezonális: Amszterdam |
| Tus Airways         | Szezonális: Larnaca |
| Volotea             | Szezonális: Bari (kezdődik 2025 július 10-től), Naples |
| Wizz Air            | Szezonális: Róma–Fiumicino |